# Lepomis megalotis
Lepomis megalotis är en sötvattensfisk i familjen solabborrfiskar, som förekommer i stora delar av Nordamerika.

## Utseende
En förhållandevis liten solabborre med hög kropp, kraftigt ihoptryckt från sidorna. Ryggfenan är uppdelad i två sammanhängande delar, den främre med 10 taggstrålar, den bakre med 10 till 11 mjukstrålar. Arten har fått sitt engelska namn, Longear sunfish (ungefär "långörad solabborre") av gällocksbihanget, som är mycket långt, svart med skär till gul kant, och möjligt att uppfatta som ett öronliknande bihang. Kroppen är mörkt olivfärgad till rödbrun på ryggen med ljusare sidor och gult till orange bröst och sidor. På ryggen och sidorna har den dessutom fläckar i gult, orange, blått och blågrönt. 8 till 10 tvärstrimmor kan också förekomma. Kinderna är orange med blå våglinjer. Under lekperioden får hanarna grönskimrande ovansida och klart orange undersida med brunorange bukfenor och blåsvarta analfenor. Arten kan bli upp till 24 cm lång och väga 790 g.

## Vanor
Arten lever framför allt i floder med klart, ej för kallt vatten och sten- eller grusbottnar, men den kan även uppträda i sjöar och vattenreservoarer. Den föredrar områden med vattenväxter. Arten är dagaktiv, framför allt mitt på dagen, men har iakttagits snappa efter föda vid ytan under månljusa sommarnätter. Den blir vanligtvis inte mycket äldre än 4 år, men 9 år har konstaterats. Födan består främst av insekter, ryggradslösa djur, fiskrom och för större individer småfisk, men den äter även alger.

### Fortplantning
Lepomis megalotis leker under senvår till sommar, då hanen bygger ett bo, en grund håla i bottnen, på ringa djup. Han föredrar grusbotten, men kan även välja dy eller sand. Han lockar därefter en hona till boet, där båda två simmar i cirklar över det medan de ger ifrån sig ägg och sperma. Honan kan ge ifrån sig mellan 130 och 2 800 ägg, som hanen sedan vaktar efter det han kört bort honan. Äggen kläcks efter 2 till 7 dagar och ungarna lämnar det ungefär en vecka senare, men hanen kan fortsätta vakta boet även efter ungarna har lämnat det.

## Utbredning
Utbredningsområdet omfattar sydöstra Kanada (Ontario och Québec), östra USA från Minnesota till New York i söder samt från Texas till Florida i söder samt nordöstra Mexiko.

## Kommersiell och ekologisk betydelse
Arten förekommer som akvariefisk.
Den är vanlig i större delen av sitt utbredningsområde, men är listad som sårbar (vulnerable enligt nordamerikansk terminologi) i Ontario, hotad (imperiled/emperillé) i Québec och Wisconsin, akut hotad (critically imperiled) i New York och Pennsylvania samt utrotad (presumed extirpated) i Iowa och North Carolina.